# 聖拉斐爾主教座堂 (麥迪遜)

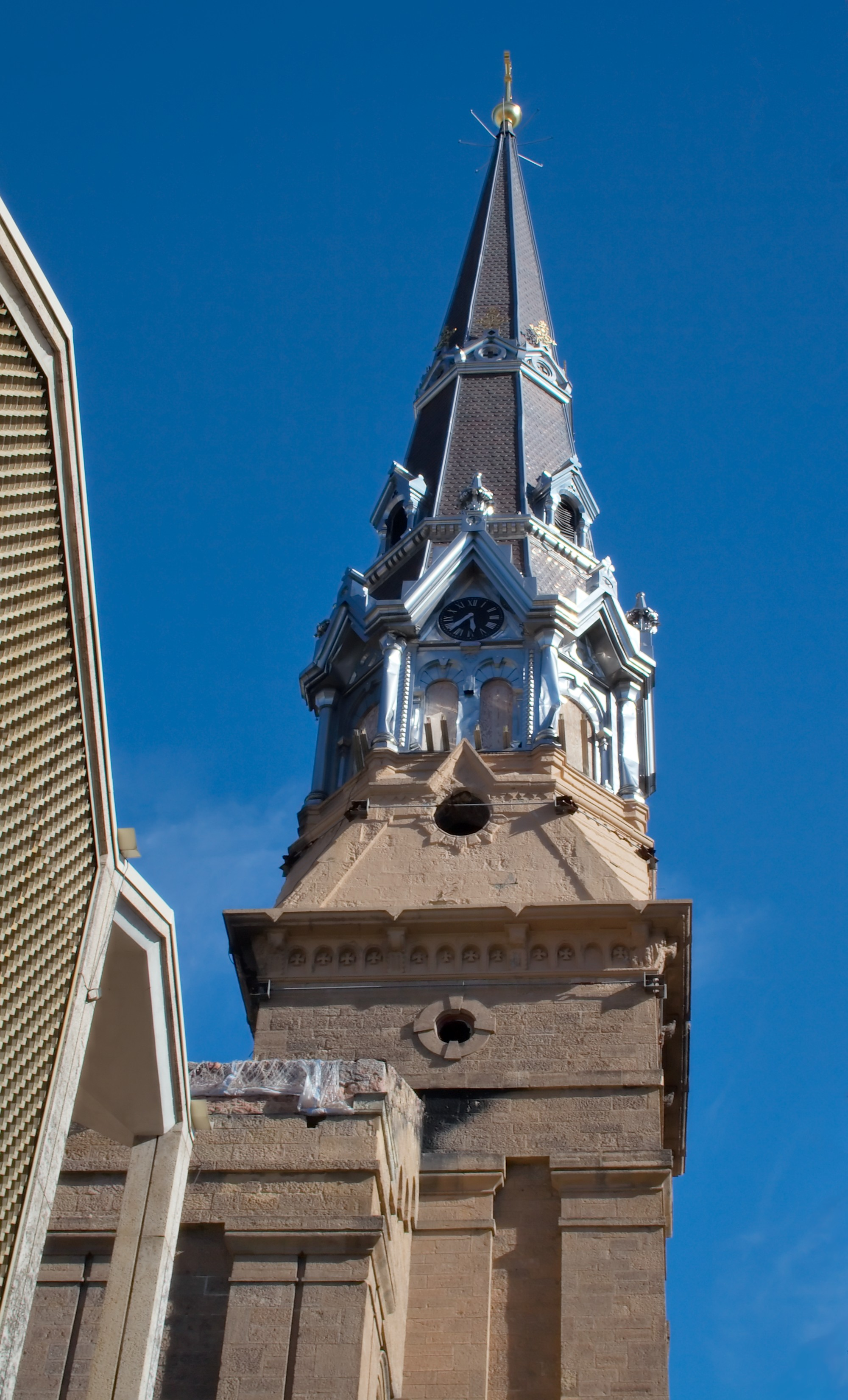

聖拉斐爾大教堂（英語：Saint Raphael's Cathedral）是一座位於美國威斯康辛州麥迪遜的一座羅馬天主教教堂。在2005年3月，教堂因火災嚴重受損。2007年6月，教會宣布將會修建一個新的教堂。教堂奠基於1854年，並在1885年增設了尖頂和鐘樓部分。

## 外部連結
- Cathedral Parish website （页面存档备份，存于）
- Diocese of Madison website